# Lomadonta saturata
Lomadonta saturata är en fjärilsart som beskrevs av Swinhoe 1904. Lomadonta saturata ingår i släktet Lomadonta och familjen tofsspinnare. Inga underarter finns listade i Catalogue of Life.